# Erreway
Гурт Erreway (буремний шлях) спочатку був лише частиною молодіжного серіалу — Rebelde Way, що має величезну популярність у всіх країнах, де його показують. Але, після закінчення зйомок, на щастя телеглядачів, гурт «оживає» і починає жити своїм життям, окремим від серіалу. Спочатку гурт називався, точніше писався як R way, тобто скорочене Rebelde Way. До складу гурту звичайно ж увійшли: Феліпе Коломбо, Каміла Бордонаба, Луїсана Лопілато та Бенхамін Рохас. Зараз цей гурт шалено популярний в Аргентині, Ізраїлі та пробивається до нас в Європу. Вони навіть встигли записати три альбоми — це «Senales», «Tiempo» та зовсім новий, який нещодавно вийшов «Memoria». До речі декілька пісень з цього альбому можна зловити в фільмі «Чотири дороги». RBD the mexican serie.

## Дискографія
Всього вийшло три альбоми: Señales (Знаки), Tiempo (Час) и Memoria (Пам'ять).

### Señales
Перший диск вийшов в червні 2002 року і мав величезний успіх. 
1. Sweet baby
2. Bonita de más
3. Pretty boy
4. Aún ahora
5. Resistiré
6. Inmortal
7. Amor de engaño
8. Mi vida
9. Vale la pena
10. Será porque te quiero
11. Perder un amigo
12. Rebelde way

### Tiempo
Другий альбом вийшов 11 квітня 2003 року.
1. Tiempo
2. Será de dios
3. Para cosas buenas
4. Dije adiós
5. Me da igual
6. Que
7. No estés seguro
8. No se puede más
9. Te soñé
10. Inventos
11. Vas a salvarte
12. Vamos al ruedo

### Memoria
Третій альбом вийшов 29 червня 2004 року. Він є саундтреком до фільму «Чотири дороги».
1. Memoria
2. Solo sé
3. De aquí de allá
4. Asignatura pendiente
5. No hay que llorar
6. Dame
7. Bandera blanca
8. Mañana habrá
9. Vivo como vivo
10. Perdiendo ganando
11. Que se siente

### El disco de Rebelde Way
Вже після розпаду групи, зважаючи на все ще великої популярності Erreway, 11 лютого 2006 року поступив в продаж четвертий альбом групи. У нього ввійшли 19 найкращих пісень і 11 відеокліпів.

### Erreway en concierto
У вересні 2006 року в Іспанії вийшов ще один диск групи під назвоюErreway en concierto, на якому записаний концерт групи в Ізраїлі в 2003 році, який увійшов у другий сезон серіалу «бунтівного духу».
1. Rebelde Way
2. Bonita de Mas
3. Te Sone
4. Perder un Amigo
5. Te Deje
6. Vale la Pena
7. Sweet Baby
8. Aun Ahora
9. Pretty Boy
10. Inmortal
11. Mi Vida
12. Tiempo
13. No Soy Asi
14. Sera Porque Te Quiero
15. Rebelde Way
16. Resistire;

Наприкінці 2006 року Erreway повернулися в іншому складі (Луїсана Лопіато остаточно покинула групу). У грудні 2006 року хлопці дали концерти у кількох містах Іспанії, у тому числі й в Мадриді. Їх виступи мали великий успіх. Влітку, в червні, 2007 року група брала участь у Sunny Happy Day у Валенсії (Іспанія). На вересень цього ж року були призначені гастролі по Іспанії та вихід нового диска "Vuelvo" ("Повернення"), але з невідомих причин все намічене було скасовано і відкладено на невизначений термін. У грудні в одному з інтерв'ю Каміла Бордонаба на питання про долю Erreway сказала, що повернення групи малоймовірно.